# Expo Center megállóhely
Expo Center megállóhely a Metropolitan Area Express sárga vonalának északi végállomása az Oregon állambeli Portlandben, a Portland Expo Center közelében.

## Kialakítása
A megállóhoz tartozik az Expo Centernél kialakított 300 férőhelyes P+R parkoló, amely 10 óra előtt ingyenes, azon kívül pedig 7-8 dollárért vehető igénybe.
A pályát úgy tervezték, hogy a későbbiekben egyszerűen meghosszabbítható legyen a Washington állambeli Vancouver felé.
A megálló műalkotásai a japánok második világháború idején, a 9066-os parancs alapján történő internálását elevenítik fel.

## Műtárgyak
A megálló műalkotásai az egykori japán internálótáborral kapcsolatosak:
- Timber Gateway: acélcímkékkel díszített toriik
- Bronze Trunks: ülőhelyek
- Bamboo Glass Blocks: üvegvésetek
- Plaque: a japánok számára a 26-os számú elnöki rendelet szerint tiltott területek térképe

## Autóbuszok
- 11 – Rivergate/Marine Dr (►Syracuse Road)[3]

## Galéria

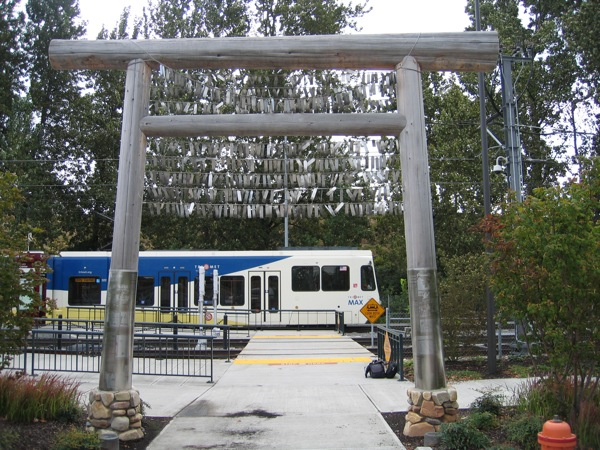
A torii, háttérben egy vonattal
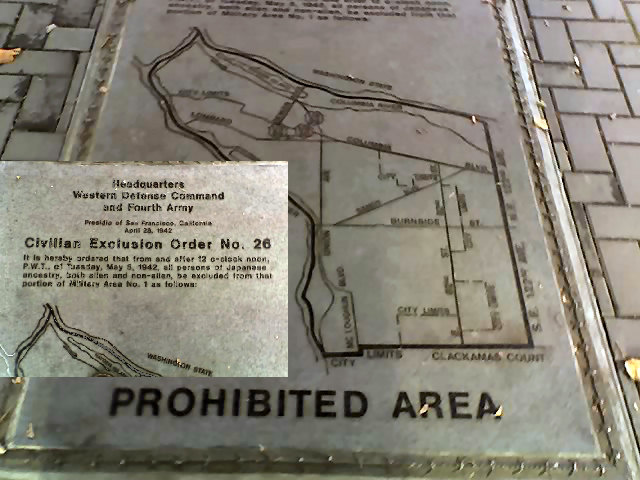
A tiltott zóna térképe

| Előző állomás                           |  | Metropolitan Area Express |  | Következő állomás |
| --------------------------------------- |  | ------------------------- |  | ----------------- |
| Delta Park/Vanporttovább PSU South felé |  | Sárga vonal               |  | végállomás        |

## Fordítás
- Ez a szócikk részben vagy egészben  az   Expo Center MAX Station című angol Wikipédia-szócikk ezen változatának fordításán alapul.  Az eredeti cikk szerkesztőit annak laptörténete sorolja fel. Ez a jelzés csupán a megfogalmazás eredetét és a szerzői jogokat jelzi, nem szolgál a cikkben szereplő információk forrásmegjelöléseként.